# Gan Le‘ummi Tel ‘Arad
Gan Le‘ummi Tel ‘Arad (hebreiska: גן לאומי תל ערד) är en nationalpark i Israel.   Den ligger i distriktet Södra distriktet, i den centrala delen av landet. Gan Le‘ummi Tel ‘Arad ligger 552 meter över havet.